# Politpunk
Politpunk (englisch political punk) bezeichnet den Teil der Punk-Szene, der Punk als Protestbewegung auffasst und versucht, auf gesellschaftliche Missstände aufmerksam zu machen und sie zu bekämpfen. Musik ist das wichtigste Medium, mit dessen Hilfe diese Haltung transportiert wird; sie wird aber auch über Fanzines, Bücher, Websites, Diskussions- und Informationsveranstaltungen und direkte Aktionen kommuniziert.

## Politische Inhalte

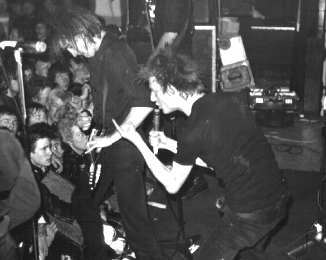
Crass live in Birmingham, 1981

Politpunk wird oft zu Unrecht mit Anarcho-Punk gleichgesetzt; tatsächlich ist Anarcho-Punk lediglich ein (wenn auch wichtiges) Untergenre von Politikpunk. Zwar vertreten viele Politpunkbands eine explizit anarchistische Grundhaltung (Crass, Conflict, Aus-Rotten), andere sehen sich im Gegensatz dazu eher als Sozialisten (The Clash, Billy Bragg, Anti-Flag) oder gar als Kommunisten (Attila the Stockbroker, Crisis, Angelic Upstarts). Manche Bands vertreten auch eine nicht genauer definierte linksorientierte Haltung, die sich zwischen Reformismus (Bad Religion) und Radikalismus (Slime) bewegt. Schließlich gibt es mit der Riot-Grrrl-Bewegung (Bikini Kill, Le Tigre, Sleater Kinney) auch eine explizit feministische Strömung innerhalb des Politikpunks sowie mit Queercore (Pansy Division, Team Dresch) eine Strömung, die sich besonders für die Rechte Homosexueller einsetzt.
Gemeinsam ist den meisten politischen Punks eine im weitesten Sinne linke, antiautoritäre und antifaschistische Grundhaltung. Grundsätzlich abgelehnt werden Konservatismus, Wirtschaftsliberalismus, religiöser Fundamentalismus, Nationalismus, Patriotismus, Rassismus, Sexismus und Homophobie. Auf Grund dieser Tendenzen in der politischen Ausrichtung gibt es insbesondere in Deutschland gewisse Überschneidungen mit der autonomen Bewegung. Das spiegelt sich auch darin wider, dass Selbstorganisation bzw. der „Do-it-yourself“-Gedanke in der Politpunkszene eine wichtige Rolle spielt. Auch die Arbeiterbewegung, die Frauenbewegung, die Lesben- und Schwulenbewegung, die Umweltbewegung, die Tierrechtsbewegung, die Antikriegs- bzw. antimilitaristische Bewegung, und die globalisierungskritische Bewegung bilden wichtige Anknüpfungspunkte, ohne dass sich eine vollkommen einheitliche ideologische Haltung konstruieren ließe.

## Musik
Musikalisch gehören die dem Politpunk zugerechneten Bands den verschiedensten Subgenres von Punk, Post-Punk und Hardcore an; es findet sich also eine große Bandbreite musikalischer Ausdrucksformen. Politpunk definiert sich also eher über eine Haltung als über einen genau definierten Musikstil. Das drückt sich auch in dem Motto „It’s more than just music“ aus.

## Polit-Punk in den USA
Als wichtige politische Gruppe, die als Hauptinspiration der frühen US-Punk-Szene angesehen wird, gilt die Detroiter Garagenrock-Formation MC5, deren Mitglieder in der anarchistischen White Panther Party aktiv waren. Von den Angehörigen der ersten Punk-Generation gilt Patti Smith als die politisch engagierteste. Eigentliche Begründer der amerikanischen Polit-Punk-Szene aber sind frühe Hardcore-Punk-Bands wie die Dead Kennedys, Bad Religion und MDC. Jello Biafra, Sänger und Texter der Dead Kennedys, beeinflusste später auch mit Solo-Projekten und Labelaktivitäten sowie als aktiver Politiker der Green Party das US-Polit-Punk-Geschehen. In den 1990er Jahren entstand in New York durch die Band SFA das linksradikale Hardcore-Subgenre Hatecore (das später jedoch in erheblichem Maße von Rechtsextremisten vereinnahmt wurde); in Olympia/WA um Bands wie Bikini Kill mit der Riot-grrrl-Bewegung der feministische Zweig des Politpunks. Als bedeutendste Anarcho-Punk-Gruppe der USA in den 1990er Jahren gilt die Pittsburgher Band Aus-Rotten. Gegen Ende der 1990er Jahre erwarben sich die ebenfalls aus Pittsburgh stammenden Anti-Flag großes Ansehen. Sie galten in der US-amerikanischen Polit-Punk-Bewegung seither als eine der führenden Bands.

## Polit-Punk in Großbritannien

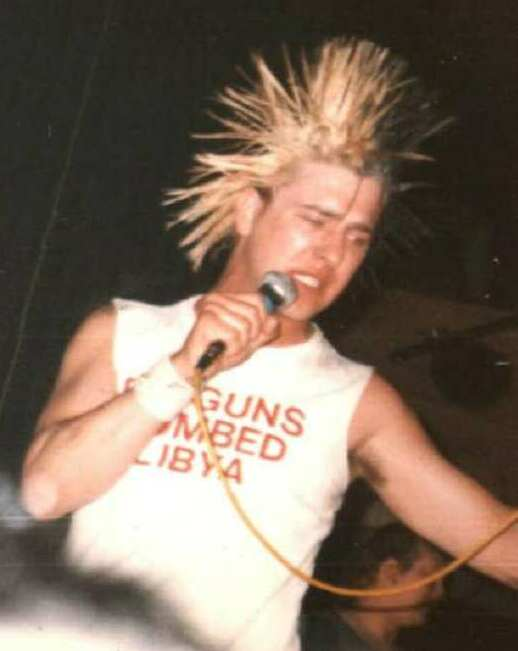
Conflict live in Leeds, 1986

Während Mitte der 1970er Jahre die Sex Pistols als nihilistische Provokateure auftraten, etablierten sich die befreundeten The Clash als offensive Verfechter von sozialistischen Ideen und können für die Polit-Punk-Bewegung als die wohl einflussreichste Band überhaupt gelten. Andere Gruppen wie die trotzkistische Formation Crisis oder die mit Leninismus kokettierenden Angelic Upstarts folgten ihnen nach. Ebenfalls zu jener Zeit gründete sich die Gruppe Crass, mit der die Anarcho-Punk-Bewegung ihren Anfang nahm, und die für viele andere Bands wie Conflict, Flux of Pink Indians und Oi Polloi als Vorbilder fungierte. In den 1980er Jahren entstanden in Großbritannien innerhalb des UK-Hardcore ebenfalls die stark anarchistisch geprägten Subgenres Crust (Amebix, Extreme Noise Terror) und D-Beat (Discharge, The Varukers) die bis weit in die frühen 1990er Jahre hinein den politischen Hardcore-Punk prägten. Andere Wege hingegen gingen die eher vom Folk inspirierten sozialistischen Punk-Liedermacher wie Billy Bragg oder Attila the Stockbroker. Wichtigste englische Anarcho-Punk-Gruppen der 1990er Jahre waren die Stratford Mercenaries und Cress.

## Politpunk in Deutschland
Als Vorläufer der deutschsprachigen Politpunk-Szene wird häufig die Berliner Agitprop-Band Ton Steine Scherben genannt, die auch dem Proto-Punk zugerechnet werden. Frühe deutsche Vertreter des Polit-Punks sind Beton Combo, Ätztussis, Katapult und Stromsperre. Die Hamburger Formationen Slime und Razzia galten in den 80er Jahren als Prototypen des deutschen linksautonomen Punks. In der DDR, wo Punk sich von Anfang an gegen den „real existierenden Sozialismus“ wandte, waren Gruppen wie Schleimkeim oder L’Attentat wesentlich radikaler und anarchistischer orientiert. Mitte der 80er Jahre wandten sich viele politische Punks in Deutschland der Hardcore-Szene und dem Straight-Edge-Gedanken zu und begannen sich mit Crossover-Einflüssen und englischsprachigen Texten von der Deutschpunk-Szene zu distanzieren. Neuen Zulauf hingegen bekam die deutschsprachige Polit-Punk-Bewegung Anfang der 90er Jahre, als sich aufgrund von Brandanschlägen und Gewalttaten der rechtsextremen Szene in Deutschland große Teile der deutschen Punkszene zu politisieren begannen und sich Deutschpunk als antifaschistische Antwort auf die rechtsextreme Offensive zu begreifen begann. In diese Zeit gehören neben Slime und den Ärzten, auch WIZO, aber auch neuere Gruppen wie 1. Mai 87, But Alive, Amen 81, Rawside, ZSK und Recharge.

## Bekannte Bands des Genres
- Angelic Upstarts
- Anti-Flag (US)
- Attila the Stockbroker (UK)
- Die Ärzte (D) (seit 1993)
- Ätztussis (D)[1]
- Aus-Rotten (US)
- Bad Religion (US)
- Beton Combo (D)[1]
- …But Alive (D)
- The Clash (UK)
- Commandantes (D)
- Crass (UK)
- Crisis (UK)
- Dead Kennedys (US)
- Die Goldenen Zitronen (D)
- Dritte Wahl (D)
- Feeling B (DDR)
- Gang of Four (UK)
- Die Cadizier (CH)
- 1. Mai 87 (D)
- Fahnenflucht (D)
- Feine Sahne Fischfilet (D)
- Fugazi (US)
- Guts Pie Earshot (D)
- Hass (D)
- Herbst in Peking (DDR)
- Katapult (D)[1]
- Kortatu
- Leftöver Crack (US)
- MDC (Band) (US)
- NOFX (US)
- The Movement (DK)
- Propagandhi (CDN)
- Rage Against the Machine
- Rawside (D)
- Razzia (D)
- Refused (S)
- Rise Against (US)
- The Ruts (UK)
- Schleim-Keim (DDR)
- Sin Dios (E)
- Die Skeptiker (DDR)
- Slime (D)
- Patti Smith
- Stiff Little Fingers
- Stromsperre (D)[1]
- Subhumans (UK)
- Toxic Walls (D)
- UK Subs (UK)
- Vorkriegsjugend (D)
- WIZO (D)
- ZSK (D)